# Bernat de Bell-lloc
Bernat de Bell-lloc (segles XII-XIII) fou un noble català, al servei de Ramon Berenguer III, de Ramon Berenguer IV i d'Alfons el Cast.
Fou un dels signants de les cartes de població de Tortosa, Lleida, Cambrils i Reus (el 3 d'agost de 1183), que concedia als reusencs les plenes propietats de cases i horts, però recordava que li devien fidelitat. Va participar en la fortificació de Reus i en fou castlà, per haver-se casat amb Agnès, la filla de Bertran de Castellet l'anterior castlà, a la que el seu pare li va donar com a dot. Pel març de 1204, a causa d'uns plets que va mantenir amb el cambrer Ramon de Sant Llorenç, va deixar la castlania de Reus a un fill seu, també Bernat de Bell-Lloc. L'historiador reusenc Andreu de Bofarull diu que un descendent seu, el seu net Simó de Bell-lloc, va ser castlà de la vila de Reus a partir de 1309.
La ciutat de Reus li va dedicar un carrer.